# Pepper&Carrot
Pepper&Carrot es un webcomic de cultura libre creado por el artista francés David Revoy. La serie consta de pequeños episodios. Sus personajes principales son Pepper, una bruja adolescente, y Carrot, un gato que es su amigo y mascota. Actualmente está traducido en 28 lenguajes diferentes, estas historias libres de violencia han sido creadas para todo tipo de audiencia.
Revoy ha creado la historieta solamente con software libre, tal como Krita e Inkscape, además, todos los archivos usados para su creación están disponibles para su descarga y uso.

## Licencia
Todo el material de Pepper&Carrot está registrado bajo la licencia Creative Commons Atribución 4.0. David Revoy sugiere y fomenta el fanart y otros trabajos derivados de la misma historieta.

## Lista de episodios
Un episodio nuevo aparece aproximadamente una vez al mes con algunas excepciones. Para los lectores en español, los episodios están disponibles para dos regiones, de España y de México.
| Núm. | Título (México)           | Título (España)              | Título original          | Fecha de lanzamiento | Número de contribuyentes |
| ---- | ------------------------- | ---------------------------- | ------------------------ | -------------------- | ------------------------ |
| 1    | Poción de vuelo           | Poción de vuelo              | The Potion of Flight     | 2014-05-10           | 0                        |
| 2    | Pociones de Arcoíris      | Las pociones arco iris       | Rainbow Potions          | 2014-07-25           | 21                       |
| 3    | Los ingredientes secretos | Los ingredientes secretos    | The Secret Ingredients   | 2014-10-03           | 93                       |
| 4    | Golpe de genialidad       | Golpe de genialidad          | Stroke of Genius         | 2014-11-21           | 156                      |
| 5    | Especial de Navidad       | Episodio especial de Navidad | Special holiday episode  | 2014-12-19           | 170                      |
| 6    | El concurso de pociones   | El concurso de pociones      | Le concours de potion    | 2015-03-28           | 245                      |
| 7    | El deseo                  | El deseo                     | Le souhait               | 2015-04-30           | 245                      |
| 8    | El cumpleaños de Pepper   | El cumpleaños de Pepper      | L'anniversaire de Pepper | 2015-06-28           | 354                      |
| 9    | El Remedio                | El antídoto                  | Le remède                | 2015-07-31           | 406                      |
| 10   | Especial de verano        | Especial de verano           | Spécial été              | 2015-08-29           | 422                      |
| 11   | Las Hechiceras de Chaosah | Las brujas de Chaosah        | Les sorcières de Chaosah | 2015-09-30           | 502                      |
| 12   | Limpieza de otoño         | Limpieza de otoño            | Rangement d'Automne      | 2015-10-31           | 575                      |
| 13   | La Pijamada               | La fiesta del pijama         | La Soirée Pyjama         | 2015-12-08           | 602                      |
| 14   | El diente de dragón       | El diente de dragón          | La Dent de Dragon        | 2016-01-29           | 671                      |
| 15   | La bola de cristal        | La bola de cristal           | La Boule de Cristal      | 2016-03-25           | 686                      |
| 16   | El Sabio de la Montaña    | El Sabio de la Montaña       | Le Sage de la Montagne   | 2016-04-30           | 671                      |
| 17   | ¡A Comenzar De Nuevo!     | Un nuevo comienzo            | Un Nouveau Départ        | 2016-06-30           | 719                      |
| 18   | El Reencuentro            | El encuentro                 | La Rencontre             | 2016-08-05           | 720                      |
| 19   | Polución                  | Polución                     | Pollution                | 2016-10-26           | 755                      |
| 20   | Día de campo              | El pícnic                    | Le Pique-nique           | 2016-12-16           | 825                      |
| 21   | El concurso de magia      | El concurso de magia         | Le Concours de Magie     | 2017-02-23           | 816                      |
| 22   | El sistema electoral      | El sistema de voto           | Le système de vote       | 2017-05-30           | 864                      |
| 23   | Aprovecha la oportunidad  | Aprovecha la oportunidad     | Saisir la chance         | 2017-08-10           | 879                      |
| 24   | El árbol de la unión      | El árbol de Unidad           | The Unity Tree           | 2017-12-15           | 810                      |
| 25   | Nada es fácil en la vida  | No hay atajos                | There Are No Shortcuts   | 2018-05-17           | 909                      |
| 26   | Nada mejor que un libro   | Los libros son geniales      | Books Are Great          | 2018-07-28           | 1098                     |
| 27   | Los inventos de Coriander | El invento de Celandria      | Coriander's Invention    | 2018-10-31           | 1060                     |
| 28   | La fiesta                 | Las fiestas                  | The Festivities          | 2019-01-24           | 960                      |
| 29   | Destructor de Mundos      | El Destructor de Mundos      | Destroyer of Worlds      | 2019-04              | 960                      |
| 30   | Necesita un abrazo        | -                            | Need a Hug               | 2019-09-03           | 973                      |
| 31   | La pelea                  | -                            | The Fight                | 2019-12-20           | 971                      |
| 32   | El campo de batalla       | -                            | The Battlefield          | 2020-03-30           | -                        |
| 33   | El hechizo de guerra      | -                            | Spell of War             | 2020-06-29           | 1190                     |

## Personajes
Lista de personajes que han aparecido en la serie:
- Pepper
- Carrot
- Azafrán/Saffron
- Trufa/Truffel
- Shichimi
- Yuzu
- Celandria/Coriander
- Mango
- Espirulina/Spirulina
- Durián
- Manzanilla/Camomile
- Hadas
- Tomillo/Thyme
- Cayena/Cayenne
- Comino/Cumin
- Alcalde de Komona
- Príncipe Acren
- El Sabio (de la Montaña)

## Financiamiento

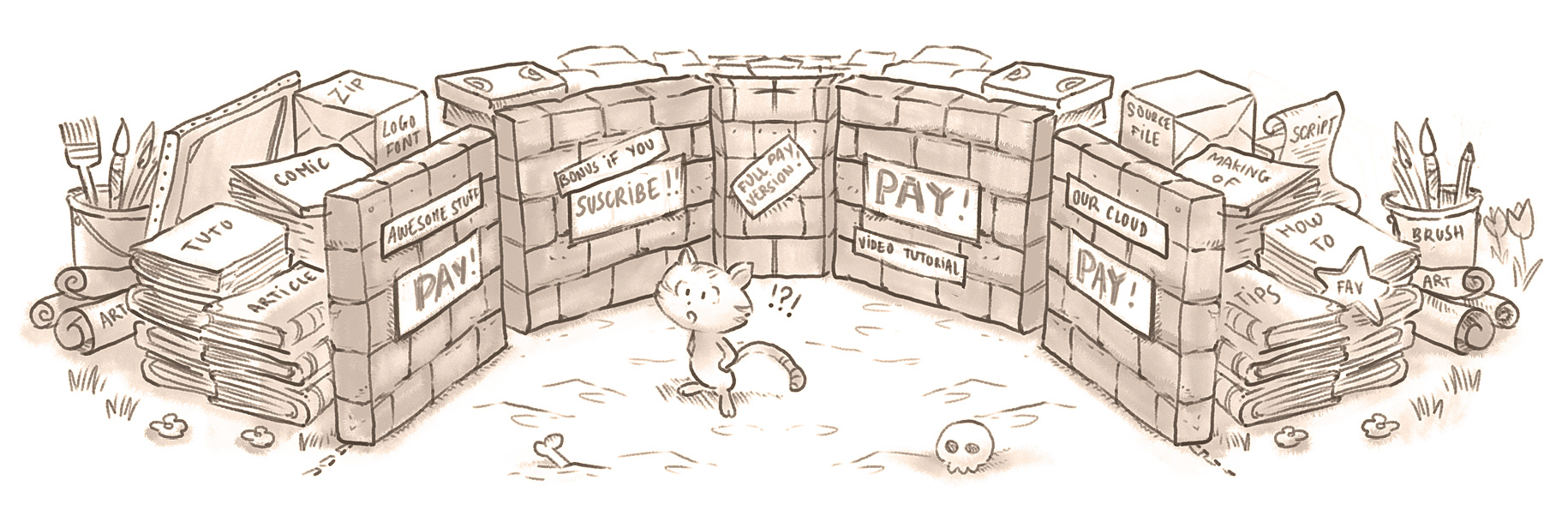
"Philosophy 03 paywall" de David Revoy, el personaje Carrot de Pepper&Carrot en una ilustración del concepto paywall.

Revoy intenta cambiar la industria de libro del cómic eliminando los pasos intermedios en el proceso de la producción. Aunque Pepper&Carrot está disponible de forma gratuita, se sugiere a sus lectores el que le apoyen en Patreon con el sistema de crowdfunding (patrocinio público, micromecenazgo), solicitando solo una pequeña cantidad por persona cada episodio. Patreon cobra una comisión del 5%, además de los cargos de las tarjetas de crédito. Esto es mucho menos de lo que una editorial tradicional, distribuidores y librerías suelen cobrar por publicar.